# Карія Мегарська
Карія (дав.-гр. Καρία) — один з акрополів давньогрецького міста Мегари і однойменний пагорб, на якому він був розташований.
За легендою, фортеця на пагорбі була збудована засновником і першим царем міста Каром, сином Форонея, царя аргоських пеласгів. Можливо у назві акрополя збереглася і згадка про найдавніше населення краю — згідно з міфами це були карійці.
Від мікенських часів (коли місцевість вже була населена греками) на пагорбі залишилися фрагменти мурів характерної «циклопічної» кладки.